# Władysław Owoc

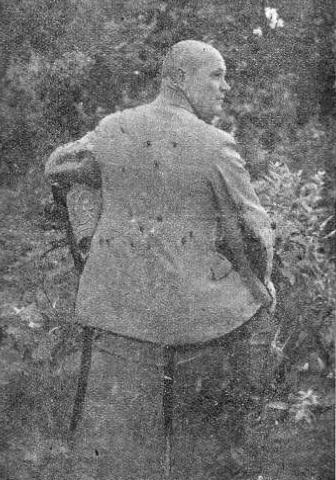
Major Władysław Owoc w ubraniu z przestrzelinami po zamachu z 1933

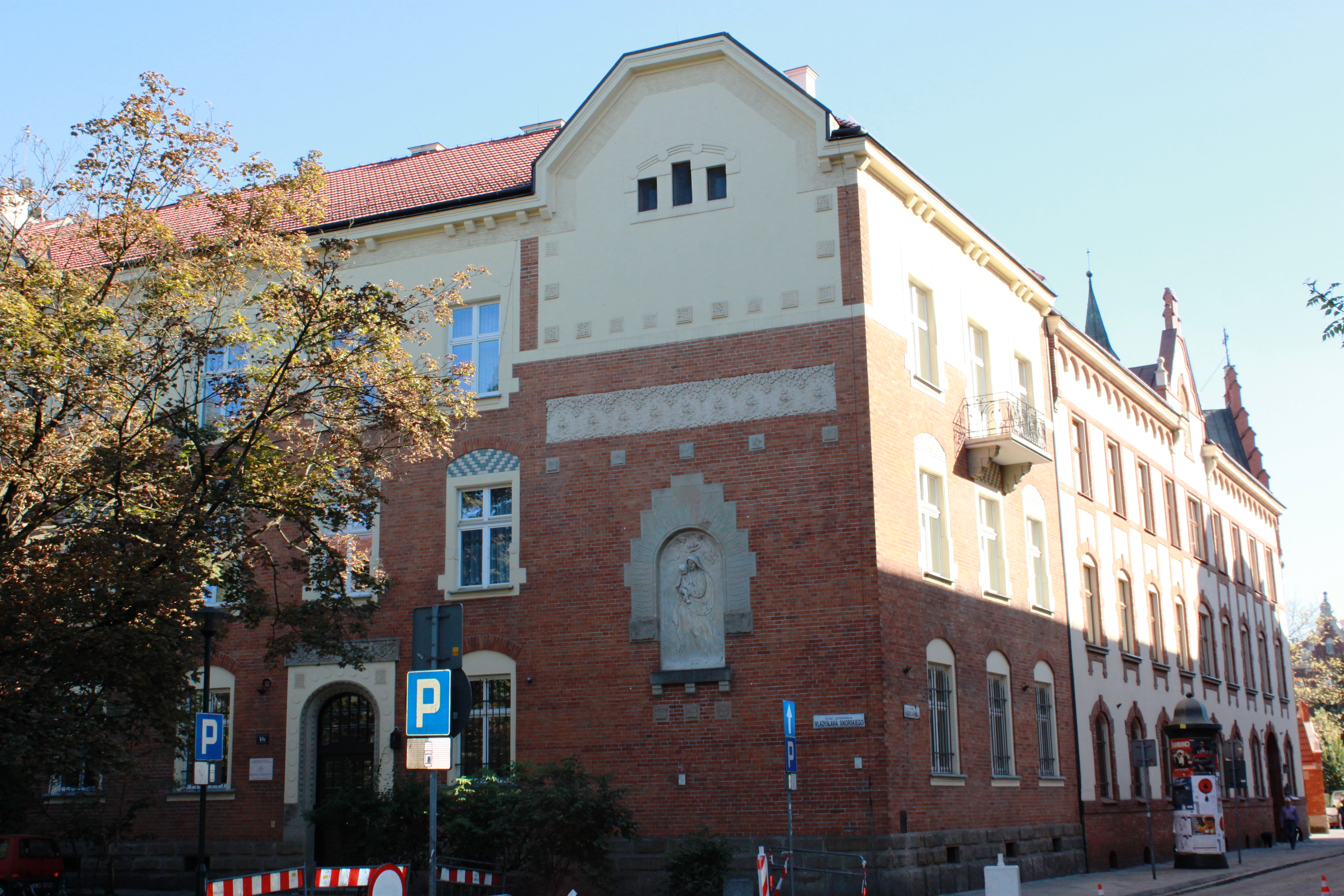
Dom zgromadzenia sióstr Sercanek w Krakowie – miejsce działalności konspiracyjnej działaczy narodowych podczas okupacji

Władysław Owoc, ps. Fructus, Paweł, Gaweł, Wujek, Wysociński, Schmidt, Majewski, Karol Gola, Stary, Jeszcze (ur. 30 marca 1887 w Brzozowie, zm. 8 kwietnia 1980 w Paryżu) – podpułkownik piechoty Wojska Polskiego i Armii Krajowej, działacz narodowy i niepodległościowy, członek Obozu Wielkiej Polski i Stronnictwa Narodowego, Narodowej Organizacji Wojskowej, Narodowego Zjednoczenia Wojskowego.

## Życiorys
Urodził się 30 marca 1887 w Brzozowie, jako syn Marcina (młynarz, zmarły przed 1906) i Petroneli z domu Szałajko (pracująca jako młynarka). Miał brata Kazimierza (ur. 1892). W 1909 zdał egzamin dojrzałości w C. K. Gimnazjum Męskim w Sanoku (w jego klasie byli m.in. Karol Friser, Jakub Mikoś, Jan Scherff, Stanisław Sinkowski, Zygmunt Wrześniowski, Karol Zaleski). Jednocześnie był członkiem młodzieżowej organizacji narodowej „Pet” („Przyszłość”) i tajnej Narodowej Demokracji. Po zdaniu matury w 1909 dostał się na studia prawnicze. 
Studia musiał przerwać z powodu powołania do C. K. Armii w charakterze jednorocznego ochotnika. W szeregach C. K. Obrony Krajowej pod koniec 1912 został mianowany kadetem w rezerwie piechoty z dniem 1 stycznia 1913. Był przydzielony do 1 pułku Strzelców Krajowych z Trientu. Podczas I wojny światowej w lutym 1915 został awansowany na stopień porucznika w rezerwie piechoty obrony krajowej z dniem 1 marca 1915. Do 1918 figurował jako oficerem 1 pułku Strzelców Cesarza. W 1915 dostał się do niewoli rosyjskiej. W 1918 wstąpił na terenie Rosji do 5 Dywizji Strzelców Polskich pod dowództwem płk. Waleriana Czumy. Do stycznia 1920 walczył w jej składzie z bolszewikami na obszarze Syberii, a następnie – z resztkami dywizji – przez Władywostok i Gdańsk dotarł do Polski. Zdążył jeszcze wziąć udział w decydującej fazie Bitwy Warszawskiej.
Po odzyskaniu przez Polskę niepodległości został przyjęty do Wojska Polskiego. Został awansowany do stopnia kapitana ze starszeństwem z dniem 1 czerwca 1919. W 1923 pełnił funkcję p.o. dowódcy I batalionu 84 pułku piechoty w Pińsku, w 1924 nadał służył w tej jednostce. 1 grudnia 1924 roku został awansowany na majora ze starszeństwem z dniem 15 sierpnia 1924 roku i 104. lokatą w korpusie oficerów piechoty. W maju 1925 roku został przeniesiony do 70 pułku piechoty w Pleszewie na stanowisko kwatermistrza. W maju 1927 roku został przeniesiony do 6 pułku piechoty Legionów w Wilnie na stanowisko komendanta składnicy wojennej. W następnym roku zajmowane przez niego stanowisko służbowe został przemianowane na komendanta kadry batalionu zapasowego. Z dyspozycji dowódcy Okręgu Korpusu Nr III został przeniesiony w stan spoczynku z dniem 31 października 1929. Decyzja o tym miała zostać podjęta z powodów politycznych. W 1934 pozostawał na ewidencji Powiatowej Komendy Uzupełnień Grodno z przydziałem mobilizacyjnym do Oficerskiej Kadry Okręgowej Nr III, w grupie oficerów stanu spoczynku przewidzianych do użycia w czasie wojny.
W życiu cywilnym zaangażował się w działalność w ramach Obozu Wielkiej Polski i Stronnictwa Narodowego na terenie powiatów sokólskiego, grodzieńskiego i wołkowyskiego oraz na Rzeszowszczyźnie. W 1930 został sekretarzem w lokalnych strukturach SN w Brzozowie, a w połowie lat 30. – prezesem zarządu powiatowego SN i jednocześnie członkiem Rady Naczelnej SN. Prowadził biuro porad prawnych w Brzozowie.
Nocą 14 maja 1933 na ulicy został ranny w zamachu (śmierć poniósł wówczas inny działacz narodowy w Brzozowie, Jan Chudzik). Major Owoc został ranny w plecy (stwierdzono 21 ran na płucach po trafieniach śrucinkami z broni śrutowej w plecy). Tuż po zamachu został przewieziony do szpitala w Sanoku. Powrócił do zdrowia latem 1933. W procesie w sprawie zamachu przed Sądem Okręgowym w Sanoku 18 do 26 września 1933 W. Owoc wyznaczył pełnomocników, którymi zostali adwokaci Jan Pieracki i Stanisław Zieliński (obaj posłowie na Sejm RP i działacze Stronnictwa Narodowego). Sprawa była głośna w Polsce i relacjonowano jej przebieg także za granicą.
Po rekonwalescencji kontynuował działalność polityczną. Przeciwko niemu były wytaczane procesy (w których był skazywany), później uchylone w postępowaniu kasacyjnym. Został skazany przez starostwo na karę 15 zł grzywny za wypowiedź, iż Strzelec jest organizacją szkodliwą; następnie sąd okręgowy zwiększył karę do 50 zł, opierając się na art. 18 prawa o wykroczeniach sankcjonującego obrazę Państwa Polskiego; po wniesieniu wniosku przez mjr. Owoca Sąd Najwyższy dokonał kasacji wyroku. Tuż przed wyborami parlamentarnymi 6 września 1935 został aresztowany w Brzozowie, umieszczony w areszcie, a po siedmiu godzinach zwolniony, zaś jego mieszkanie w tym czasie zostało poddane rewizji. W dniu 18 lipca 1938 podczas zgromadzenia publicznego SN w swoim przemówienia podniósł zarzut mówiący o znieważeniu ze strony wójta tamtejszej gminy Michała Fedyczyńskiego podwładnych, po czym został oskarżony o zniesławienie tegoż z art. 255 k.k., zaś w procesie przed Sądem Grodzkim w Sanoku, podczas którego był broniony przez mec. Zygmunta Kruszelnickiego (działacza SN), po przesłuchaniu kilkudziesięciu świadków w marcu 1939 został prawomocnie uniewinniony od zarzutu zniesławienia wójta. W 1938 został wybrany radnym rady miasta Brzozowa.
Po wybuchu II wojny światowej został powołany do Wojska Polskiego 1 września 1939 i w czasie kampanii wrześniowej pełnił funkcję dowódcy 103 Batalionu Wartowniczego w Rzeszowie. 12 września 1939 został wzięty do niewoli przez Niemców, po czym oswobodził się podczas transportu i przybył do Brzozowa. Po nastaniu okupacji niemieckiej ziem polskich samodzielnie od początku listopada 1939 podjął działalność konspiracyjną. Został komendantem Narodowej Organizacji Wojskowej w powiatach Sanok, Brzozów, Jasło, Krosno, Gorlice, był głównym organizatorem i pierwszym komendantem Podokręgu Krośnieńskiego NOW. W tym czasie był aktywnym uczestnikiem tajnych narad organizowanych przez ks. Floriana Zająca na plebanii w Bączalu Dolnym. Zagrożony aresztowaniem przeniósł się z Brzozowa do Krakowa w lipcu 1940 i na początku 1941 został komendantem Okręgu Krakowskiego Organizacji Wojskowej Stronnictwa Narodowego / NOW (jego poprzednikiem był ppor. Franciszek Szwed). Podczas swojej pracy organizacyjnej wielokrotnie zmieniał miejsce pobytu i tożsamość. Działał w kamienicy Zgromadzenia Służebnic Najświętszego Serca Jezusowego (Sercanki) przy ówczesnej ulicy Jabłonowskich w Krakowie (obecnie plac Władysława Sikorskiego 14). Po scaleniu NOW z AK, wszedł w skład komendy Okręgu Krakowskiego AK jako oficer ds. scalenia. 3 maja 1943 otrzymał awans na stopień podpułkownika.
Na początku 1945 przez cztery miesiące sprawował funkcję Komendanta Głównego NZW. W latach 1945–1946 był dwukrotnie aresztowany przez WUBP w Krakowie. W maju 1946 nielegalnie przedostał się z Polski do zachodnich Niemiec wspólnie z żoną i dwiema córkami, a stamtąd do Francji. Zamieszkał w Paryżu, gdzie do końca życia udzielał się w emigracyjnym Stronnictwie Narodowym (był członkiem Komitetu Politycznego i Wydziału Wykonawczego SN oraz reprezentantem Stronnictwa we francuskim przedstawicielstwie Rady Politycznej).
Zmarł 8 kwietnia 1980. Został pochowany w Iksy pod Paryżem.

## Ordery i odznaczenia
- Krzyż Walecznych – trzykrotnie
- Medal Niepodległości – 27 czerwca 1938 roku „za pracę w dziele odzyskania niepodległości”[49]
- Medal Pamiątkowy za Wojnę 1918–1921[50]
- dwa medale francuskie za wojnę przeciw Niemcom
- Médaille Interalliée (Medal Międzysojuszniczy)
- Medal Wojska 11544 (po raz czwarty w 1949)[51]
- Krzyż Armii Krajowej nr 2335 (1967)[51]
- cesarskie pochwalne uznanie za wyśmienitą służbę przed wrogiem (1915)[52]
- Brązowy Medal Zasługi Wojskowej na wstążce Krzyża Zasługi Wojskowej (przed 1916)[14] z mieczami (przed 1918)[15] – Austro-Węgry